# 莫沃 (新澤西州)
莫沃（英語：Mahwah）是一個位於美國新澤西州伯根縣的行政鎮區。

## 人口
根據2020年美國人口普查的數據，莫沃的面積為12.86平方千米，當中陸地面積為11.87平方千米，而水域面積為0.99平方千米。當地共有人口25487人，而人口密度為每平方千米1,982人。